# Зелёная Диброва (Ровненская область)
Зелёная Диброва (укр. Зелена Діброва) — село в Заречненской поселковой общине Варашского района Ровненской области Украины.
До 2020 года входило в Заречненский район.
Население по переписи 2001 года составляло 166 человек. Почтовый индекс — 34042. Телефонный код — 3632. Код КОАТУУ — 5622281007.